# Tom Robbins

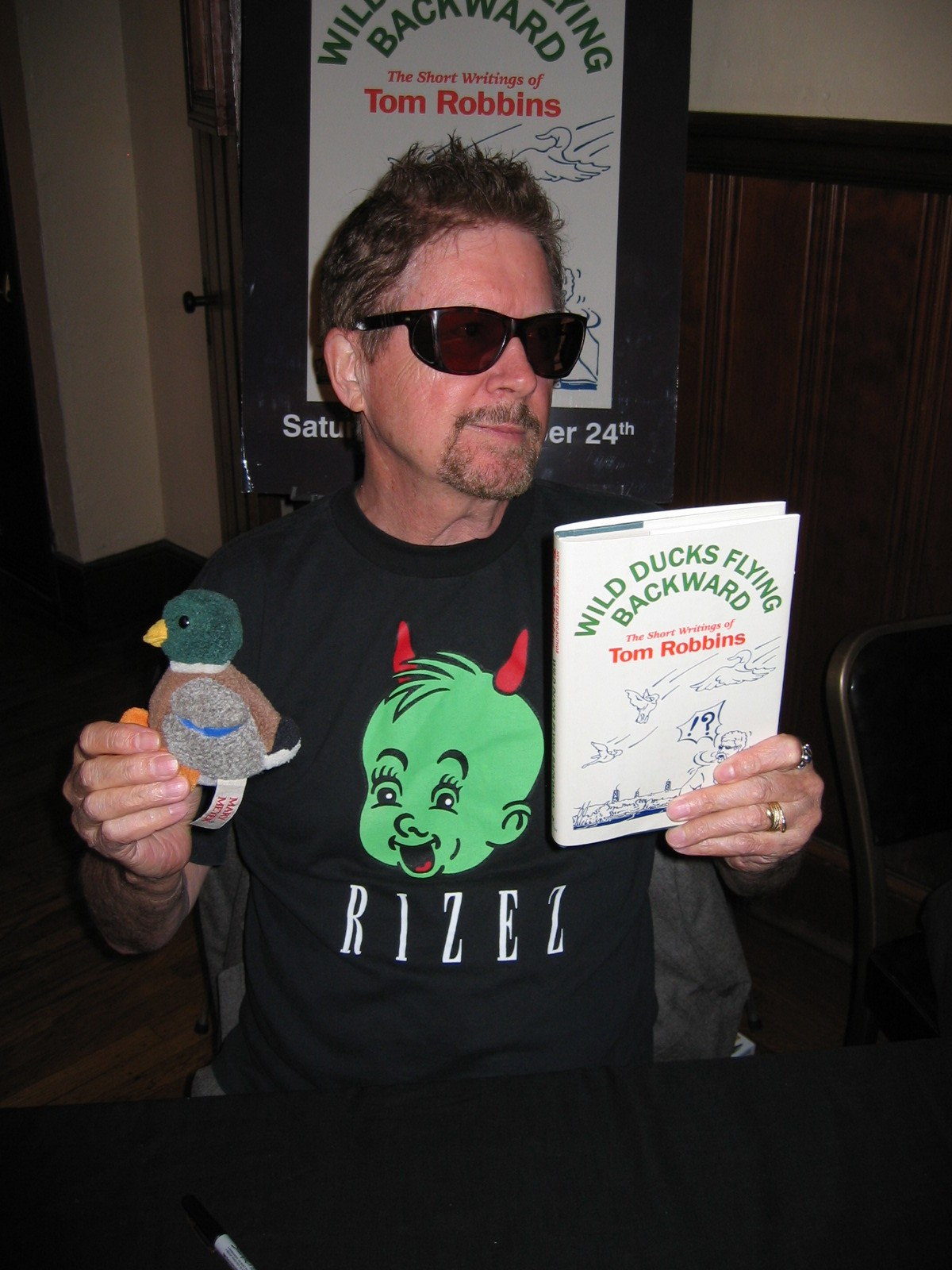
Tom Robbins

Thomas Eugene Robbins (ur. 22 lipca 1932 w Blowing Rock, zm. 9 lutego 2025 w La Conner) – amerykański pisarz.
Jego powieści są skomplikowane; często przedstawiają dzikie, niezrozumiałe historie z elementami socjologicznymi, jednak prawidłowo i dobrze osadzone w treści. Powieść I kowbojki mogą marzyć (1976) została sfilmowana przez Gusa Van Santa (główną rolę zagrała Uma Thurman).
W 1954 Robbins uczęszczał na Washington and Lee University (w Lexington), gdzie studiował dziennikarstwo. Z uczelni tej został wyrzucony z powodu problemów z dyscypliną. Wówczas przeniósł się do Nowego Jorku, gdzie chciał zostać pisarzem. Wstąpił do Sił Powietrznych, gdzie przesłużył trzy lata w Korei. W 1960 powrócił do normalnego życia w Richmond, w stanie Wirginia. Dostał się do szkoły artystycznej – Richmond Professional Institute (RPI) – która później przekształciła się w Uniwersytet Wspólnoty Wirginii. Tam studiował sztukę, był redaktorem naczelnym gazety uniwersyteckiej.
Po ukończeniu studiów przeniósł się do Seattle, gdzie pracował w lokalnej gazecie „The Seattle Times”. Po kilku latach przeniósł się ponownie, tym razem do LaConner, w stanie Waszyngton w 1970, gdzie żyje do chwili obecnej.

## Pozycje książkowe
- 1971: Another Roadside Attraction
- 1976: I kowbojki mogą marzyć
- 1980: Martwa natura z dzięciołem
- 1984: Perfumy w rytmie jitterbuga
- 1988: Fuck, Yes!: a guide to the happy acceptance of everything – napisana pod pseudonimem Reverand Wing F. Fing.
- 1990: Nogi jak patyki
- 1994: Na wpół uśpieni w żabich piżamach
- 2000: Kalekie dzikusy z gorących krajów
- 2003: Villa Incognito
- 2005: Wild Ducks Flying Backward – kolekcja esejów i krótkich historii z życia Robbinsa.